# Hillsboro (Tennessee)
Hillsboro es un lugar designado por el censo (en inglés, census-designated place, CDP) ubicado en el condado de Coffee, Tennessee, Estados Unidos. Según el censo de 2020, tiene una población de 433 habitantes.

## Geografía
La localidad está ubicada en las coordenadas 35°24′16″N 85°57′15″O / 35.40444, -85.95417. Según la Oficina del Censo de los Estados Unidos, Hillsboro tiene una superficie total de 10.68 km², de la cual 10.67 km² corresponden a tierra firme y 0.01 km² son agua.

## Demografía
Según el censo de 2020, hay 433 personas residiendo en Hillsboro. La densidad de población es de 40.58 hab./km². El 92.1% de los habitantes son blancos, el 0.9% son afroamericanos, el 0.5% son asiáticos, el 0.2% es isleño del Pacífico, el 1.2% son de otras razas y el 5.1% son de una mezcla de razas. Del total de la población, el 2.8% son hispanos o latinos de cualquier raza.